# Orchestra di piazza Vittorio
L’Orchestra di piazza Vittorio est un ensemble orchestral italien, originaire de Rome. Il est composé de seize membres venant de onze pays, qui joue une musique inclassable, de type musiques du monde, dirigé par l'italien Mario Tronco. Il s'appelle ainsi parce que son chef s'est installé piazza Vittorio Emanuele II (place Victor-Emmanuel) à Rome, dans le quartier de l'Esquilin, habité depuis la fin du XXe siècle par une forte proportion d'immigrés.

## Histoire
Le premier concert est donné à l'automne 2002. En est tiré un premier CD intitulé  Orchestra di piazza Vittorio (ce CD, encore artisanal, s'est vendu à 25 000 ex.). Un second CD, Sona, est sorti en avril 2006, sous le label Radio Fandango. L'ensemble a donné plus de 200 concerts (2006) en Italie, Allemagne, Autriche, Pays-Bas.
En 2008, L'Orchestra un film documentaire retrace le parcours de l'ensemble. Réalisé par Agostino Ferrente, il contient les performances de Mario Tronco, Agostino Ferrente, Dina Capozio, Mohammed Bilal, Houcine Ataa, Carloz Paz, Rahis Bharti, Ziad Trabelsi, Omar Lopez Valle, Pap Yeri Samb,,. Les 5, 6 et 7 juillet 2009, ils jouent pour la première fois, aux Nuits de Fourvière, à Lyon, une adaptation de La Flûte enchantée de Mozart.
Le 23 juin 2013 est créée une adaptation de Carmen de Georges Bizet, coproduction des Nuits de Fourvière et de l'Opéra de Saint-Étienne (Mario Tronco et Leandro Piccioni, avec Cristina Zavalloni, Sanjay Khan, Elsa Birgé). Une nouvelle version est créée le 22 octobre 2015 au Teatro Olimpico à Rome avec Mama Marjas, Evandro Dos Reis et Elsa Birgé.

## Discographie
Ils ont réalisé plusieurs opus, dont :
- 2004 : L'Orchestra di Piazza Vittorio (Ausfahrt)
- 2007 : Sona (Radio Fandango, nouvelle version en 2007)
- 2013 : L'Isola Di Legno (Parco Della Musica Records)
- 2016 : Il Flauto Magico Secondo (Vagabundos)
- 2016 : Credo (Vagabundos)